# Maestro venerabile

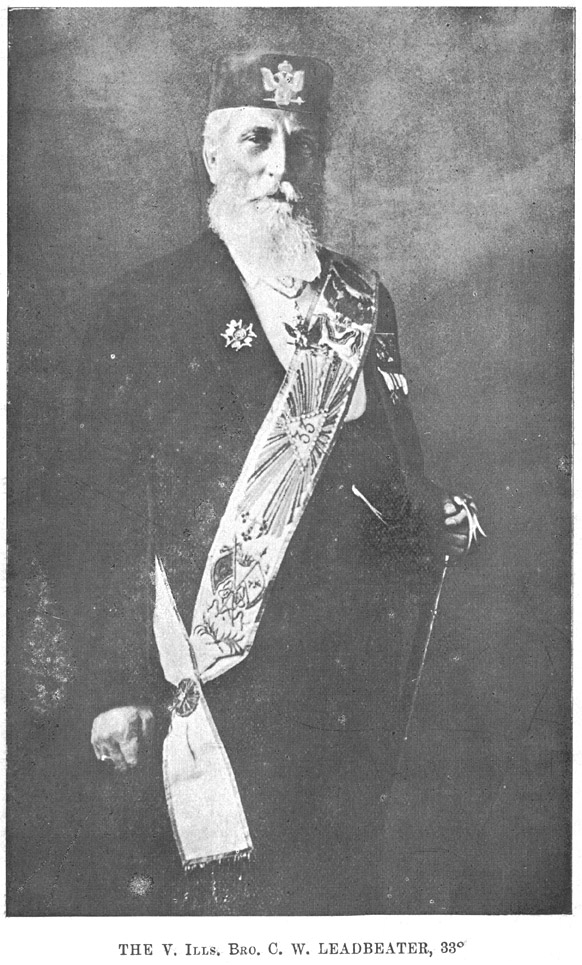
L'esoterista Charles Webster Leadbeater in abiti da Maestro di 33º grado del Rito scozzese antico ed accettato.

Maestro venerabile in massoneria è il vertice gerarchico, quindi la massima carica, all'interno di una loggia massonica.

## Descrizione
Presiede e governa il tempio e viene eletto secondo quanto prescritto dai regolamenti. In virtù del delicato incarico, deve essere selezionato fra i "fratelli" che maggiormente brillano per saggezza e sapienza unita ad autorevolezza. Il maestro venerabile è eletto tra coloro che hanno raggiunto negli anni, il terzo ed ultimo grado della massoneria azzurra e possiede la conoscenza dell'Arte Reale (la Massoneria). In loggia siede ad oriente; nel rito scozzese il suo trono è soprelevato su tre gradini e posto sotto un baldacchino, mentre nel rito inglese non sono presenti né il baldacchino né i tre gradini.
Il maestro venerabile governa la loggia con saggezza ed equilibrio essendo primus inter pares farà pervenire la propria autorevolezza con il proprio esempio.

## Iniziazione ed elezione
Il rituale di iniziazione codificato dei primi tre gradi riserva esclusivamente l'appellativo di "Venerabile" al rango del Maestro.
Esistono in generale due prassi nell'elezione del Maestro Venerabile. Nella maggioranza dei Paesi europei non è infrequente la rielezione per un certo numero di anni consecutivo, mentre in altri Paesi permane in carica per un periodo variabile da uno a tre anni.

## Nel mondo
In numerosi Paesi europei, la carica di Maestro Venerabile è stata storicamente ricoperta da membri delle famiglie reali o dell'alta nobiltà. In alcuni Paesi protestanti del Nord Europa, per diversi secoli era il re in persona a rivestire questa carica.
Per l'Inghilterra ed il Galles, il Grand Master è il principe Edward, duca di Kent, discendente della famiglia Windsor, eletto per la prima volta nel 1967, e riconfermato in carica ogni anno.
Nella United Grand Lodge of England (UGLE), il Grand Master è un principe o un nobile di lignaggio reale, al quale la legge attribuisce la facoltà di nominare e delegare il proprio ruolo ad un Pro Grand Master nelle occasioni ufficiali per le quali si verifica un legittimo impedimento causato dalle prioritarie attività connesse all'autorità del re.